# Babinec

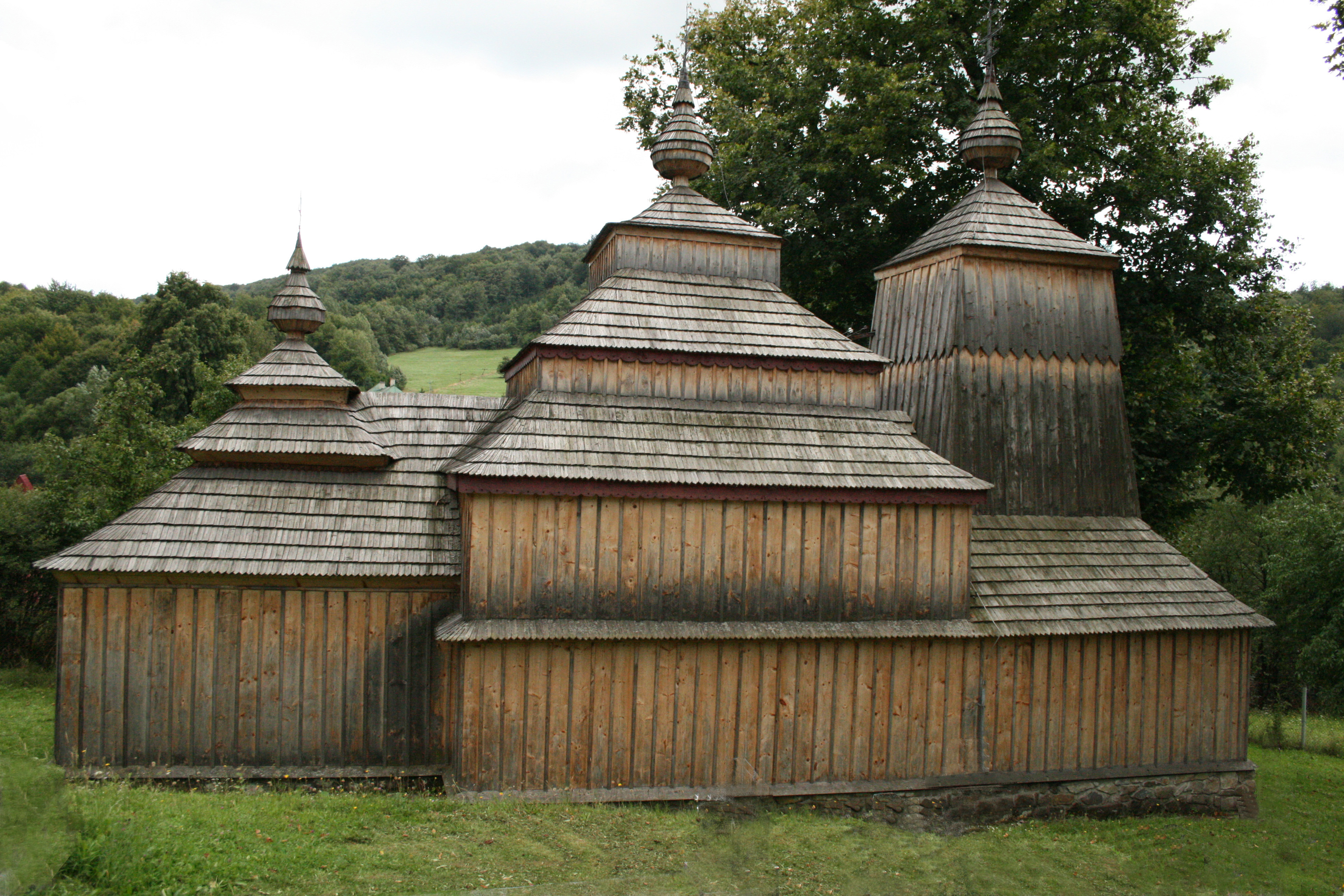
Řeckokatolický chrám sv. Michaela archanděla ve slovenské vesnici Príkra – v levé (východní) části je chór, v prostřední chrámová loď a v pravé (západní) babinec

Jako babinec se označuje předsíň pravoslavného nebo řeckokatolického chrámu, která byla původně určena pro ženy. Nad babincem se obvykle nachází věž chrámu. Ve východní Evropě (v Polsku, na Ukrajině atd.) se jako babinec označuje také část synagogy určená pro ženy (ženská galerie).